# Richtungen des Zionismus

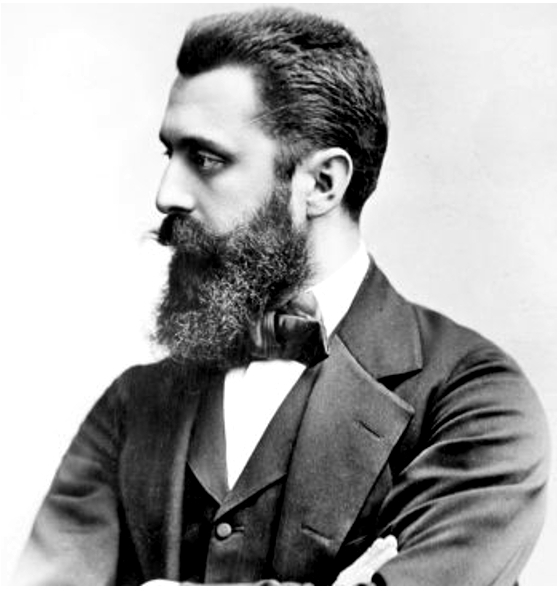
Theodor Herzl wird als Begründer der zionistischen Bewegung betrachtet. In seinem Werk Der Judenstaat von 1896 legte er seine Vision eines unabhängigen jüdischen Staates dar.

Das Hauptziel des Zionismus ist die Schaffung einer Heimstätte für das jüdische Volk. Anhänger dieses Ziels haben unterschiedliche Vorstellungen hinsichtlich dieses Ziels und der Wege, es zu erreichen.

## Politischer Zionismus
Die Richtung des Politischen Zionismus wurde von Theodor Herzl und Max Nordau in Russland geleitet. Man vertrat die Haltung des ersten Zionistenkongresses, dass dem jüdischen Volk eine öffentlich anerkannte und legale Möglichkeit verschafft werden sollte, sich in Palästina anzusiedeln. Dazu gehörten als erste Schritte, die Garantien der Staaten zu erhalten, die das Gebiet beherrschten.

## Praktischer Zionismus

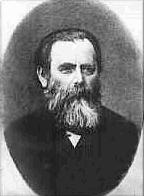
Leo Pinsker Vertreter des Praktischen Zionismus

Von Moshe Leib Lilienblum und Leo Pinsker geführt und von Chibbat Zion geprägt, ging dieser Ansatz davon aus, dass man so schnell wie möglich mit der Besiedlung des Landes beginnen sollte, noch bevor politische Zusicherungen der Großmächte gegeben wurden.

## Synthetischer Zionismus
Chaim Weizmann, Leo Motzkin und Nachum Sokolow wollten beide Ansätze verbinden.

## Sozialistischer Zionismus

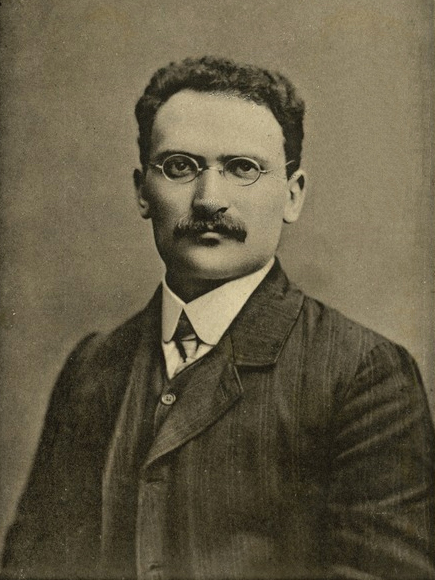
Ber Borochov, einer der Führer des Sozialistischen Zionismus

Auch hinsichtlich des Charakters des künftigen Staates gehen die Meinungen aufgrund grundsätzlicher Erwägungen, die mit dem Zionismus selbst nichts zu tun hatten, auseinander. Der Sozialistische Zionismus wurde von Nachman Syrkin, Ber Borochov, Chaim Arlosoroff und Berl Katznelson geleitet.
Ziel war die Schaffung einer landwirtschaftlichen Gesellschaft auf der Basis der Gleichheit aller Menschen, wobei die Gleichstellung der Frau eine bedeutende Rolle spielte. Die kapitalistische Wirtschaftsordnung und die Klassengesellschaft werden abgelehnt.

## Revisionistischer Zionismus

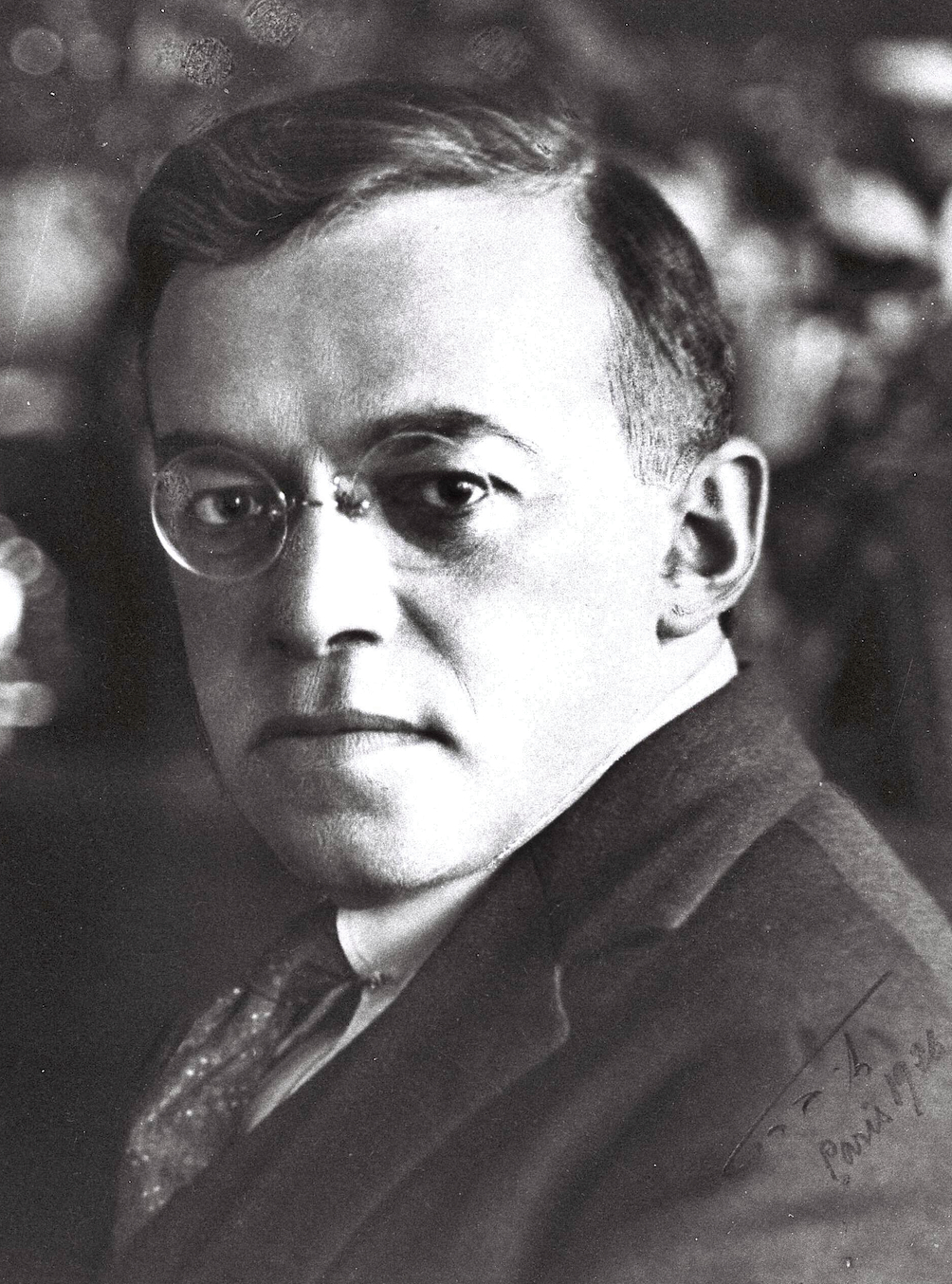
Wladimir Zeev Jabotinsky, Gründer des Revisionistischen Zionismus

Wladimir Zeev Jabotinsky und sein Nachfolger Menachem Begin betonten die romantischen Elemente der jüdischen Nationalität und das historische Erbe als Basis der Staatsgründung. Hartes militärisches Eingreifen gegen arabische Angriffe wurde befürwortet. Eine Splittergruppe gründete später die Untergrundarmee Irgun. Diese Richtung vertrat auch das Ziel, einen großisraelischen Staat zu errichten.

## Kulturzionismus

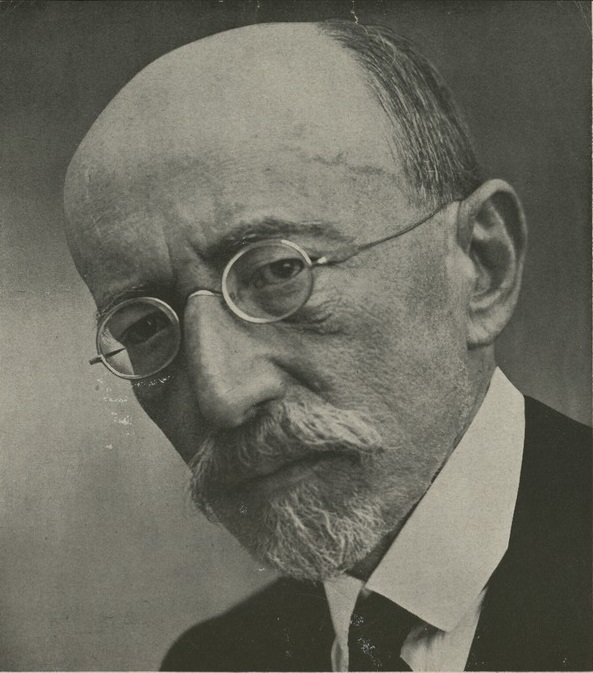
Ahad Ha'am

Achad Ha'am hoffte, die nationale Wiedergeburt des jüdischen Volkes würde durch Kulturzentren in Israel und in der Diaspora erreicht. Diese sollten Bollwerke gegen die Assimilierung sein, die die Identität der Juden bedrohte.

## Revolutionärer Zionismus
Avraham Stern, Israel Eldad und Uri Zvi Greenberg sahen den Zionismus als Kampf um die Vereinigung und Rückführung aller Juden aus der Jüdischen Diaspora. Die hebräische Sprache sollte wiederbelebt und das jüdische Königreich wieder errichtet werden. Mitglieder der Lechi in den 1940er Jahren nahmen am Guerrilakampf gegen die Briten teil. Nach der Staatsgründung verfolgten sie ihr weiterreichendes Ziel, das Malkhut Yisrael (Königreich Israel) wiederherzustellen. Dazu soll auch der Jerusalemer Tempel wieder aufgebaut werden. Auch sie streben ein Großisrael an.

## Religiöser Zionismus
Jizchak Jakob Reines, Gründer der Misrachi, und Abraham Isaak Kook waren die führenden Persönlichkeiten dieser Bewegung. Sie glauben, dass die Tora die Errichtung eines Staates vorschreibt. Ihre Devise lautet: „Das Land Israel für das Volk Israel, wie es der Tora entspricht.“ (hebräisch עם ישראל, תורת ישראל וארץ ישראל). Heute werden sie meist als religiöse Nationalisten bezeichnet; viele von ihnen sind „Siedler“. Auch sie streben ein Großisrael an.